# Arenal de la Virgen
L'Arenal de la Virgen és un poblat habitat des del Mesolític fins a l'Edat del Coure situat a l'oest de Villena (Alt Vinalopó, País Valencià), en les rodalies de Las Virtudes, en uns mantells d'arena que vorejaven l'antiga llacuna de Villena.
Les prospeccions superficials, realitzades des de la dècada de 1950, han recuperat milers de peces de sílex, que inclouen fulles fines de dors rebaixat, micròlits geomètrics, microburins i algunes puntes de talla bifacial, lanceolades o d'aletes i peduncle. Així mateix, s'han trobat grans utensilis nuclears i denticulats.
De la mateixa manera que a Casa de Lara, també situat a la plana arenosa, les troballes lítiques estan acompanyades de ceràmiques decorades amb tots els procediments típics del Neolític: ungulacions, digitacions, relleus, incisions, acanalats, puntillats i impressions diverses, entre elles la cardial. La presència en els plans de Villena d'aquestes ceràmiques impreses va qüestionar la denominació Cultura de les Coves per a aquest tipus de troballes, utilitzada per alguns arqueòlegs en la segona meitat del segle xx. Per tant, es va postular la vigència de la Llei de les arenes, establerta per als jaciments pseudotardenoisians del Llenguadoc també per a les planes villeneres.